# Ochodaeus lutescens
Ochodaeus lutescens es una especie de coleóptero de la familia Ochodaeidae.

## Distribución geográfica
Habita en Asia, Paleártico.